# Меркулов, Фёдор Александрович
Фёдор Александрович Меркулов (июль 1900, поселок Веровка, Екатеринославская губерния, Российская империя — 10 октября 1956, Москва, РСФСР) — советский партийный и государственный деятель, народный комиссар чёрной металлургии СССР (1939—1940).

## Биография
Родился в шахтерской семье. Украинец. В 1937 г. окончил три курса Промышленной академии в Москве. 
С 1912 г. работал на шахтах в Донбассе.
В 1918—1919 гг. в партизанских отрядах на юге России.
В июне 1919 — феврале 1923 гг. начальник продовольственной службы 10-й кавалерийской школы в Новочеркасске.
- 1923—1924 гг. — секретарь Артемовского райкома партии в Донбассе.
- 1924—1926 гг. — секретарь райкома металлистов в Мариуполе.
- 1926—1927 гг. — заместитель заведующего организационным отделом Мариупольского окружкома партии.
- 1927—1929 гг. — секретарь Бердянского райкома КП(б) Украины.
- 1929—1930 гг. — секретарь парткома на правах райкома партии на заводе Ильича в Мариуполе.
- 1930—1931 гг. — ответственный инструктор ЦК КП(б) Украины.
- 1931—1932 гг. — заместитель начальника Магнитостроя по кадрам.
- 1932—1934 гг. — начальник строительства и эксплуатации горнорудного управления Магнитогорского металлургического комбината.
- 1934—1937 гг. — слушатель Промышленной академии в Москве.
- 1937—1938 гг. — начальник Главтрубостали наркомата тяжелой промышленности СССР.
- 1938—1939 гг. — начальник Главного управления металлургической промышленности наркомата тяжелой промышленности СССР.
- 1939—1940 гг. — народный комиссар чёрной металлургии СССР.
- 1940—1946 гг. — заместитель наркома чёрной металлургии СССР,

одновременно в 1944—1945 гг. — начальник Главуралмета наркомата чёрной металлургии СССР, а с 1945 г. — начальник особого монтажного управления — представитель наркомата чёрной металлургии в Германии.
- 1946—1948 гг. — заместитель министра чёрной металлургии СССР.
- 1948—1950 гг. — заместитель министра металлургической промышленности СССР.
- 1950—1953 гг. — заместитель министра чёрной металлургии СССР.
- 1953—1954 гг. — заместитель министра металлургической промышленности СССР.

С февраля 1954 г. — заместитель министра чёрной металлургии СССР.
Член РКП(б) с марта 1919 г. Член ЦК ВКП(б) в 1939—1941 гг.
Похоронен в Москве на Новодевичьем кладбище.

## Награды и звания
Награждён двумя орденами Ленина, орденом Трудового Красного Знамени. 